# Óxido de cobalto(II)
El óxido de cobalto(II), es un compuesto con la fórmula química CoO. Se trata de un monóxido inorgánico con apariencia verde oliva o rojiza en su forma cristalina, así como también, pueden encontrarse muestras de esta sustancia como  polvo de color grisáceo o negro. Se utiliza ampliamente en la industria de la cerámica como un aditivo para crear esmaltes de variados colores, así como en la industria química para la producción de sales de cobalto.

## Estructura y propiedades
Los cristales de CoO adoptan la  estructura de la periclasa con una constante de red de 4,2615 Å.
Es un material antiferromagnético por debajo de 16 °C.

## Preparación
El cobalto (II y III) se descompone en óxido de cobalto(II) a 950 °C, de acuerdo a la siguiente reacción:
2 Co3O4 → 6 CoO + O2
Aunque  se encuentra disponible comercialmente, el óxido de cobalto(II) se puede preparar en el laboratorio por electrólisis de una solución de cloruro de cobalto(II).
CoCl2 + H2O → CoO + H2 + Cl2
Además, es posible sintetizarlo por precipitación del hidróxido, seguido por descomposición térmica:
CoX + 2NaOH → Co(OH)2 + Na2X
Co(OH)2 → CoO + H2O

## Reacciones
El óxido de cobalto(II)  reacciona naturalmente con ácidos minerales para formar las correspondientes sales de cobalto:
CoO + 2HX → CoX2 + H2O

## Aplicaciones
El óxido  de cobalto(II) ha sido usado durante siglos como un agente colorante en la industria cerámica. El aditivo proporciona un profundo tono de azul llamado azul cobalto. También se utiliza para fabricar el vidrio azul cobalto, también se utiliza en baterías de celulares por su alta capacidad energética.